# عقوبة الإعدام في أوروبا

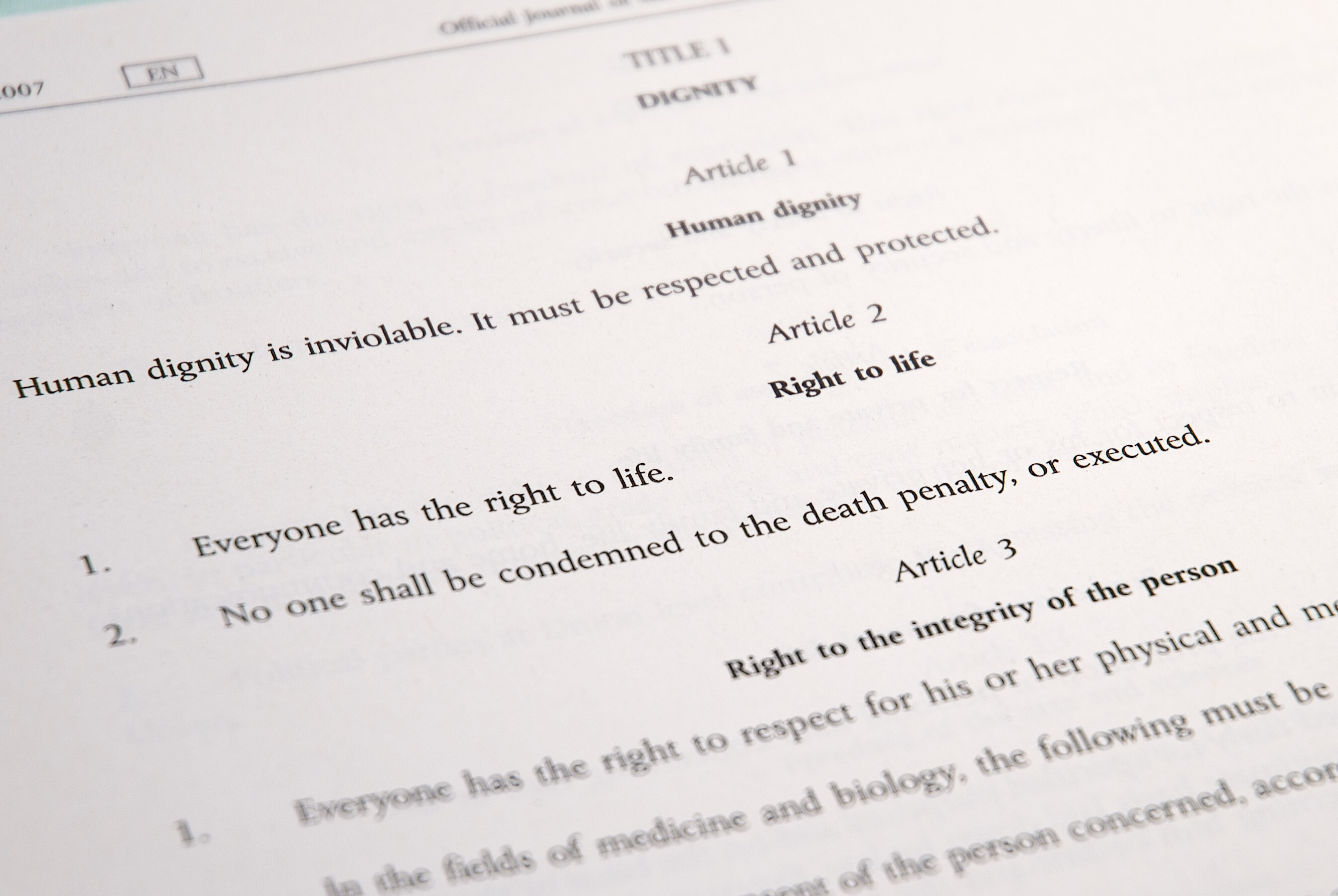

أُلغيت عقوبة الإعدام في كافة البلدان الأوروبية باستثناء روسيا البيضاء وروسيا التي علقتها ولم تنفذ أي حكم إعدام منذ عام 1999. إن الحظر المطلق لعقوبة الإعدام منصوص عليه في ميثاق الحقوق الإنسانية لكل من الاتحاد الأوروبي (EU) وبروتوكولان تم اعتمادهما على نطاق واسع للاتفاقية الأوروبية لحقوق الإنسان لمجلس أوروبا وبالتالي يعتبر قيمة أساسية. من بين جميع الدول الأوروبية الحديثة كانت سان مارينو والبرتغال وهولندا أول من ألغى عقوبة الإعدام في حين أن روسيا البيضاء هي فقط التي ما زالت تمارس عقوبة الإعدام بشكل أو بآخر. في عام 2012 أصبحت لاتفيا آخر دولة عضو في الاتحاد الأوروبي تلغي عقوبة الإعدام في زمن الحرب.
اعتباراً من عام 2019 في أوروبا تم إلغاء عقوبة الإعدام بالنسبة للجرائم المدنية والعسكرية في جميع البلدان باستثناء روسيا البيضاء.
تم تعليق عقوبة الإعدام في روسيا إلى أجل غير مسمى (تحت الحظر) منذ عام 1996 ولم تستخدم منذ عام 1996 أو 1999.
باستثناء روسيا البيضاء التي نفذت حكمين بالإعدام في عام 2018 إذ وقع الإعدام الأخير في أوكرانيا في عام 1997.

## الإلغاء

### الصكوك القانونية في أوروبا
لدى مجلس أوروبا صكين أساسيين ضد عقوبة الإعدام: البروتوكول رقم 6 والبروتوكول رقم 13.
تم التصديق على البروتوكول رقم 6 الذي يحظر عقوبة الإعدام خلال وقت السلم من قبل جميع أعضاء مجلس أوروبا باستثناء روسيا (التي وقعت ولكن لم تصدق).
يحظر البروتوكول رقم 13 عقوبة الإعدام في جميع الظروف (بما في ذلك جرائم الحرب). صدقت عليه جميع الدول الأعضاء في مجلس أوروبا باستثناء أذربيجان وروسيا التي لم توقع عليه وأرمينيا التي وقعت ولكن لم تصدق بعد. وقد ألغوا جميعهم عقوبة الإعدام. في عام 2014 كانت بولندا آخر بلد صدق على البروتوكول رقم 13.

### القرن الحادي والعشرين
الدولة الوحيدة في أوروبا التي تواصل تنفيذها لحكم الإعدام في القرن الحادي والعشرين هي روسيا البيضاء (آخر عملية إعدام تمت في عام 2018).
لم ينفذ أي عضو آخر في مجلس أوروبا عمليات إعدام في القرن الحادي والعشرين. إذ تم تنفيذ الإعدام الأخير في الإقليم الحالي لمجلس أوروبا في عام 1997 في أوكرانيا.

### تاريخياً
كان الإلغاء شائعًا في التاريخ الأوروبي ولكنه لم يصبح اتجاهًا حقيقيًا إلا منذ نهاية الحرب العالمية الثانية عندما أصبحت حقوق الإنسان أولوية خاصة. كانت مملكة إيطاليا قد ألغت عقوبة الإعدام بالنسبة للمدنيين باعتماد قانون العقوبات في زانارديلي لعام 1889 لكن الفاشيين أعادوا تطبيقها بموجب قانون العقوبات لعام 1930.
تم اعتماد الاتفاقية الأوروبية لحقوق الإنسان في عام 1950 لكن بعض الدول استغرقت سنوات عديدة للتصديق عليها. احتفظت المملكة المتحدة بعقوبة الإعدام بسبب الخيانة العظمى حتى عام 1998؛ ومع ذلك فقد تم إلغاء هذه التقنية من خلال الحظر المطلق لعقوبة الإعدام في عام 1976. كان وليام جويس آخر شخص يتم إعدامه بتهمة الخيانة العظمى في المملكة المتحدة وذلك في 3 يناير 1946 في سجن واندزورث.
تم تعليق تطبيق عقوبة الإعدام في روسيا منذ 1 يناير 2010. وفقاً لقرار المحكمة الدستورية للاتحاد الروسي الصادر في 19 نوفمبر 2009 فإنه لا يجوز ممارسة عقوبة الإعدام في روسيا في أي وقت قبل التصديق على الاتفاقية في البروتوكول المذكور أعلاه. أوضحت المحكمة الدستورية أيضاً أن القرار ليس امتداداً للوقف الاختياري بل إلغاء عقوبة الإعدام نظراً لأنه لن يكون من الممكن ممارستها بشكل قانوني بعد الآن.
كان عام 2009 هو العام الأول الذي لم يتم فيه إعدام أي شخص في أي مكان في أوروبا لكن في مارس 2010 أعدمت روسيا البيضاء آخر شخصين ينتظران تنفيذ حكم الإعدام فيهما.
يعارض الاتحاد الأوروبي منذ فترة طويلة عقوبة الإعدام ويدعم الاتفاقية الأوروبية ويتضمن ميثاق الحقوق الأساسية لعام 2000 حظراً مطلقاً على عقوبة الإعدام في جميع الظروف. أصبحت المعاهدة ملزمة قانوناً بموجب معاهدة لشبونة إذ تم التصديق عليها بالكامل وأصبحت سارية في 1 ديسمبر 2009. تحتوي المعاهدة أيضاً على فقرة تنص على انضمام الاتحاد الأوروبي إلى مجلس أوروبا والانضمام إلى الاتفاقية الأوروبية لحقوق الإنسان. كان الاتحاد الأوروبي مروجاً نشطًا لإلغاء عقوبة الإعدام في جميع أنحاء العالم وكان يشجع على فرض الأمم المتحدة حظراً على عقوبة الإعدام لكن بعض الدول الأعضاء في الاتحاد الأوروبي مثل بولندا عارضت مثل هذه التحركات. الدولة العضو الوحيدة التي نفذت عمليات إعدام في أوروبا بينما كانت عضواً في الاتحاد الأوروبي أو الجماعة الاقتصادية الأوروبية هي فرنسا. حيث قامت آخر مرة بإطلاق النار على سجين في عام 1963 وآخر مرة نفذت فيها عقوبة بقطع الرأس في عام 1977. وأُلغيت عقوبة الإعدام في فرنسا في عام 1981. ألغت باقي الدول فعلياً عقوبة الإعدام قبل الانضمام إلى الاتحاد الأوروبي وذلك في أراضيها الأوروبية المتروبولية على الأقل. تم تنفيذ عمليتي شنق في وقت لاحق من عام 1977 في برمودا وهي إقليم خاص بالاتحاد الأوروبي كإقليم بريطاني لما وراء البحار (بعد انضمام المملكة المتحدة إلى الاتحاد الأوروبي في عام 1973). بسبب تواريخ الإلغاء اللاحقة في البلدان التي انضمت لاحقًا كانت هناك عمليات إعدام أحدث في أماكن أصبحت الآن جزءاً من الاتحاد الأوروبي وآخرها مثال لاتفيا التي أطلقت النار على سجين في عام 1996.
لقد جعل مجلس أوروبا إلغاء عقوبة الإعدام شرطًا مسبقًا للعضوية. ونتيجة لذلك لم يتم تنفيذ أي إعدام على أراضي الدول الأعضاء في المنظمة منذ عام 1997. وتواصل الجمعية البرلمانية لمجلس أوروبا مراقبة مسألة عقوبة الإعدام. والمقرِّر العام الحالي بشأن إلغاء عقوبة الإعدام في الجمعية البرلمانية هو عضو البرلمان الألماني مارينا شوستر.

## روسيا البيضاء
إن الدولة الأوروبية الوحيدة التي تعدم المجرمين هي روسيا البيضاء لأن ذلك البلد ليس طرفاً في الاتفاقية الأوروبية لحقوق الإنسان. يتم تنفيذ عمليات الإعدام في روسيا البيضاء عن طريق إطلاق النار.

## روسيا
تم تعليق عقوبة الإعدام في روسيا إلى أجل غير مسمى رغم أنها لا تزال مدونة في قانونها. يوجد على حد سواء إيقاف ضمني أنشأه الرئيس يلتسين في عام 1996 وقرار صريح أنشأته المحكمة الدستورية لروسيا في عام 1999 وأعيد تأكيده مؤخراً في عام 2009. لم تقم روسيا بإعدام أي شخص في وقت السلم منذ عام 1996 وفي زمن الحرب منذ 1999.

## البوسنة والهرسك
ألغت البوسنة والهرسك عقوبة الإعدام دستورياً لكنها ما زالت قائمة في الأنظمة القانونية الأساسية وتحديداً في المادة 11 من جمهورية صرب البوسنة. ومع ذلك وبسبب الإلغاء الدستوري فلا يمكن استخدام عقوبة الإعدام.

## الأقاليم الانفصالية والسلطات القضائية المعترف بها جزئياً
في أوروبا هناك أيضاً دول غير معترف بها جزئياً. في عام 2006 كتبت الجمعية البرلمانية لمجلس أوروبا ما يلي:
بينما ألغت ناغورنو كاراباخ عقوبة الإعدام في 1 أغسطس 2003 عندما قررت تنفيذ القانون الجنائي الجديد لجمهورية أرمينيا على أراضيها، لم تقم بذلك الأقاليم الأخرى أبخازيا وترانسنيستريا وأوسيتيا الجنوبية مع الإبقاء على عقوبة الإعدام في التشريع في وقت السلم وفي زمن الحرب. كما قررت أوسيتيا الجنوبية في عام 1992 أن تجعل التشريعات الروسية قابلة للتطبيق على أراضيها فقد التزمت بوقف تنفيذ أحكام الإعدام منذ عام 1996. وعقوبة الإعدام في القانون الجنائي الترانسنيستري الذي دخل حيز التنفيذ في عام 2002. وفي يوليو / تموز 1999 أمر الرئيس الفعلي سميرنوف تعليق تنفيذ أحكام الإعدام ويقال إنه لا يوجد سوى سجين واحد ينتظر تنفيذ حكم الإعدام فيه في ترانسنيستريا.
أضفت أبخازيا الطابع الرسمي على الوقف الاختياري في عام 2007 متجهةً نحو الإلغاء الكامل. في 12 يناير 2007 اعتمد برلمان أبخازيا قانوناً بعنوان «الوقف الاختياري لعقوبة الإعدام» الذي ينص على وقف تنفيذ أحكام الإعدام أثناء وقت السلم. منذ عام 1993 فرضت البلاد الوقف الاختياري الفعلي على عمليات الإعدام.  على الرغم من وجود 10 أحكام بالإعدام في أبخازيا إلا أنها لم تنفذ قط.
تحتفظ الجمهورية التركية لشمال قبرص بعقوبة الإعدام فقط على الجرائم المرتكبة في ظروف خاصة (جرائم الحرب).
أدخلت جمهورية دونيتسك الشعبية عقوبة الإعدام في عام 2014 لحالات الخيانة والتجسس واغتيال الزعماء السياسيين. وكانت هناك بالفعل اتهامات بالإعدام خارج نطاق القضاء.